# Kabinett Cort van der Linden

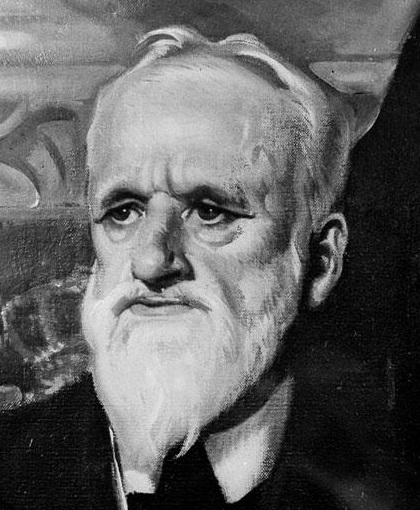
Ministerpräsident Pieter Cort van der Linden.

Das liberale außerparlamentarische Kabinett Cort van der Linden wurde am 29. August 1913 von Ministerpräsident Pieter Cort van der Linden gebildet und trat damit die Nachfolge des Kabinetts Heemskerk an. Das Kabinett führte die Niederlande durch den Ersten Weltkrieg (1914–1918) und bewirkte die wichtige Verfassungsrevision von 1917. Damit endeten der Wahlrechts- und der Schulstreit. Das Mehrheitssystem (Bezirkssystem) wurde durch das Verhältniswahlrecht ersetzt.
Der drohende Ausbruch des Ersten Weltkriegs machte am 1. August 1914 die Mobilmachung des Heeres erforderlich. Das Kabinett traf Maßnahmen, um das Wirtschaftsleben so gut wie möglich am Laufen zu halten und führte den Vertrieb von Produkten aller Art weiter ein. Die Blockade der Alliierten und die Seekriegsführung führten zu zunehmenden Problemen bei der Wareneinfuhr und damit bei der Versorgung mit Lebensmitteln und Treibstoff. Das Kabinett bestand aus neun liberalen und freiheitlich-demokratischen Ministern. Die meisten von ihnen waren keine prominenten Politiker. Premierminister Cort van der Linden gehörte keiner politischen Partei an. Um zu betonen, dass es keine Verbindung zu Fraktionen gebe, erklärte Cort van der Linden, sein Kabinett wolle nach dem „Volkswillen“ regieren. Das Kabinett trat am 29. August 1913 sein Amt an und trat am 4. Juli 1918 zurück. Am 9. September 1918 trat das nachfolgende erste Kabinett Ruijs de Beerenbrouck sein Amt an.

## Bildung des Kabinetts

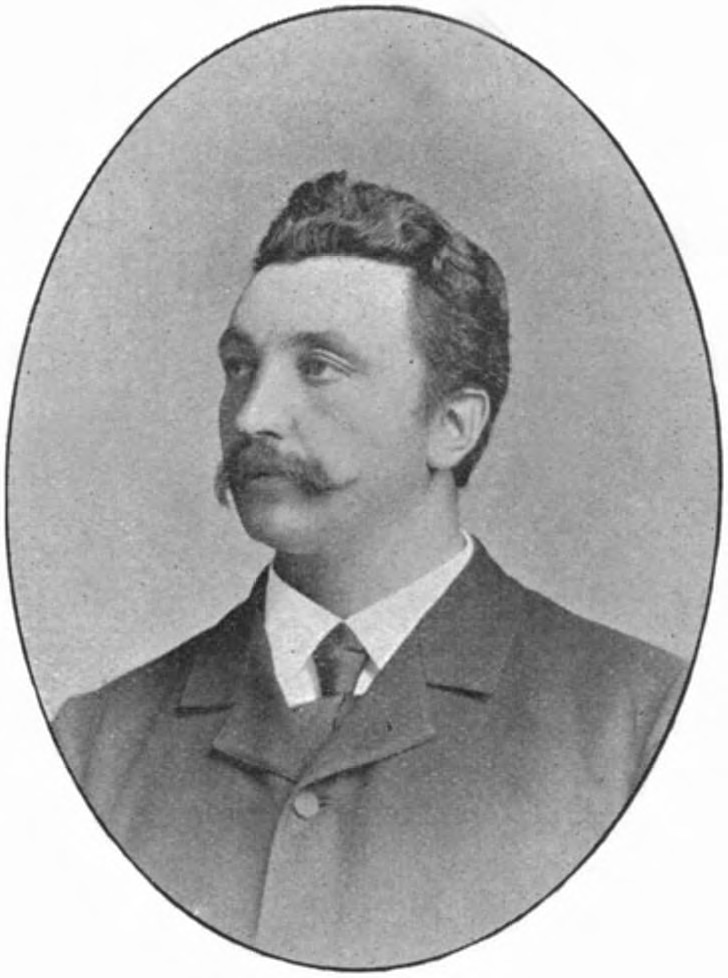
Dirk Bos vom Vrijzinnig Democratische Bond (VDB) scheiterte nach den Wahlen vom 11. Juni 1913 mit der Bildung eines Mehrheitskabinetts aus Liberalen und Sozialdemokraten.

Ein Versuch des Liberaldemokraten Dirk Bos vom Vrijzinnig Democratische Bond (VDB), nach den Wahlen am 11. Juni 1909 ein Mehrheitskabinett aus Liberalen und sozialdemokratischer Sociaal-Democratische Arbeiderspartij (SDAP) zu bilden, scheiterte. Die SDAP-Fraktion wollte (noch) keine Regierungsverantwortung übernehmen, wobei ein außerordentlicher Kongress in Zwolle unterstützte diese Entscheidung einige Wochen später, aber zu diesem Zeitpunkt war die SDAP nicht mehr an der Regierungsbildung beteiligt. Bos lehnte daraufhin die Bildung einer parlamentarischen liberalen Minderheitsregierung ab.
Cort van der Linden wurde daraufhin als „Formateur“ mit der Bildung eines außerparlamentarischen liberalen Kabinetts beauftragt. Zwar versprachen die Sozialdemokraten, das Kabinett zu unterstützen, sofern es Vorschläge für ein allgemeines Wahlrecht und eine staatliche Rente vorlege. Van der Linden war dazu bereit, aber sein Ziel war es auch, die Bildungsfrage, besonders in der Frage der finanziellen Gleichstellung der Sonderpädagogik, zu regeln. Neben Persönlichkeiten außerhalb der Politik wurden Willem Treub und Cornelis Lely Minister, während Politiker wie der bisherige Vorsitzende der Fraktion der Liberaldemokraten Hendrik Lodewijk Drucker und Conrad Theodor van Deventer nicht ins Kabinett berufen wurden.

## Politik und Gesetzgebung

### Die Folgen des Ersten Weltkrieges und politische Themen

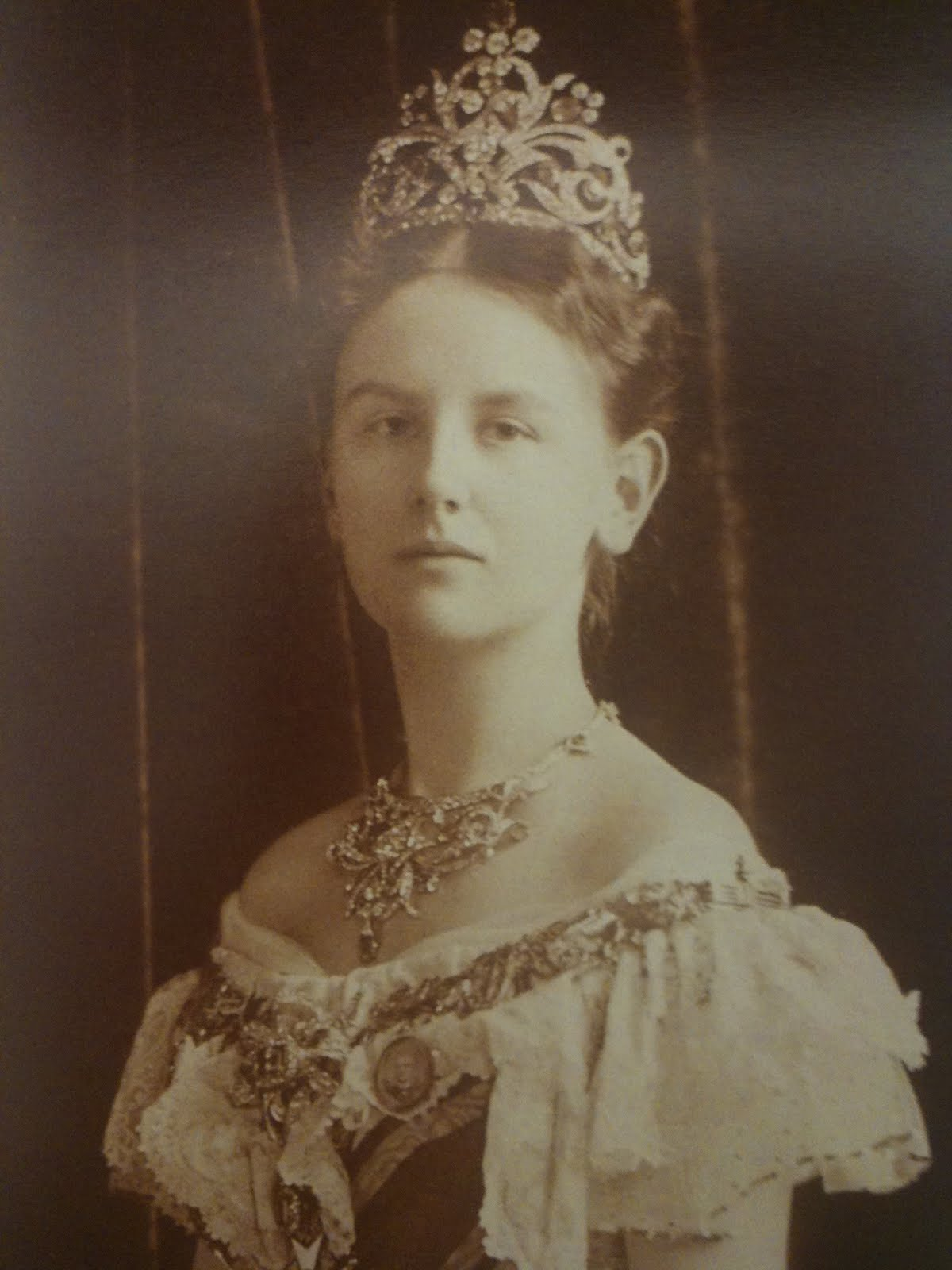
Im letzten Kriegsjahr kam es 1918 zu schweren Auseinandersetzungen zwischen Königin Wilhelmina und dem Kabinett.

Die wesentlichen Folgen des Ersten Weltkrieges waren ein großer Zustrom von rund einer Million belgischer Flüchtlinge, die Torpedierung niederländischer Handels- und Fischereischiffe, strenge Kontrollen auf See von Importen und Exporten durch niederländische Schiffe, die Beantragung freiwilliger Kredite, um die Kriegsausgaben zu bezahlen, mit der Androhung höherer Steuern, die Notwendigkeit, ein umfangreiches Vertriebssystem aufzubauen, was mit viel Bürokratie und Missbräuchen einherging sowie eine Lebensmittelknappheit, die vor allem in den Großstädten, 1918 zu Unruhen wie den sogenannten Aardappeloproer („Kartoffelaufstand“) führten.
Die Verfassungsrevision von 1917 beendete sowohl die Schul- als auch die Wahlrechtsstreitigkeiten. Der Finanzausgleich zwischen öffentlicher und privater Bildung wurde eingeführt und das allgemeine Wahlrecht für Männer eingeführt. Außerdem wurden die verfassungsrechtlichen Hindernisse für das Frauenwahlrecht beseitigt, da von nun an auch Frauen wählbar waren, und das Bezirkssystem durch das Verhältniswahlsystem ersetzt. Auch bei Wahlen war die Stimmabgabe obligatorisch. Die wegen der Verfassungsreform am 15. Juni 1917 erforderlichen Wahlen standen unter der Parole laat zitten, wat zit („Lasst sitzen, was sitzt“). Dies war eine gegenseitige Vereinbarung zwischen den großen Parteien, keine Gegenkandidaten aufzustellen und die Wiederwahl der amtierenden Mitglieder der Zweiten Kammer der Generalstaaten zuzulassen.
Der lang gehegte Wunsch von Minister Lely, mit der Schließung und teilweisen Urbarmachung der Zuiderzee fortzufahren, wurde durch die Verabschiedung des Zuiderzee-Gesetzes (Zuiderzeewet) erfüllt. Die verschiedenen Überschwemmungen rund um die Zuiderzee im Jahr 1916 spielten dabei eine entscheidende Rolle. Ein Vorschlag zur Einführung einer staatlichen Rente wurde 1917 von der Ersten Kammer der Generalstaaten, in der es eine rechte Mehrheit gab, blockiert. Im letzten Kriegsjahr kam es zu schweren Auseinandersetzungen zwischen Königin Wilhelmina und dem Kabinett. Das Kabinett unterstützte Außenminister John Loudon, der der Meinung war, dass die Niederlande sich an die Forderungen der Alliierten in Bezug auf die niederländische Handelsschifffahrt halten sollten, um die Lebensmittelversorgung nicht zu gefährden. 1918 weigerte sich die Königin, den Rücktritt des Oberbefehlshabers der Land- und Seestreitkräfte General Cornelis Jacobus Snijders anzunehmen. Das Kabinett wollte Snijders entlassen, weil dieser erklärt hatte, Widerstand gegen eine deutsche Invasion sei sinnlos.

### Gesetzgebung

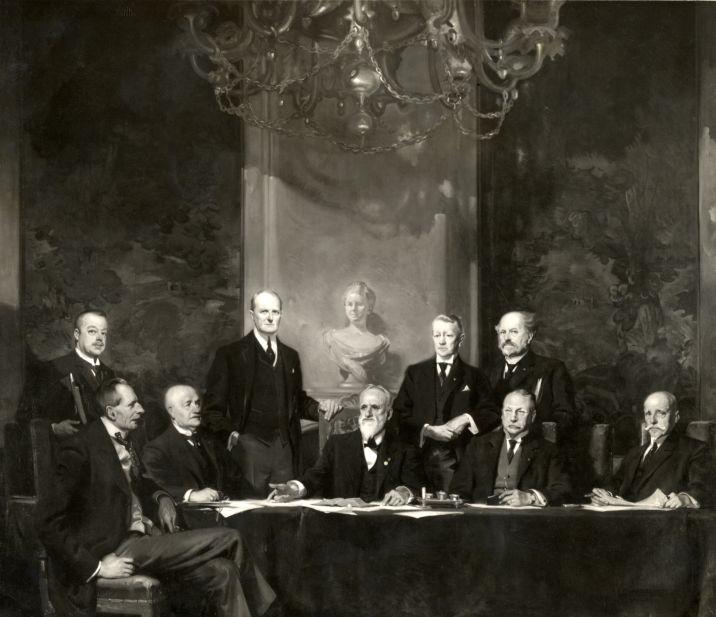
Das Kabinett Cort van der Linden (Reproduktion eines Gemäldes von Piet van der Hem).

Die wichtigsten Gesetze des Kabinetts waren:

#### Einkommensteuergesetz (Wet op de inkomstenbelasting, 1914)
Vermögensteuer und Gewerbesteuer wurden zusammengelegt und die Einkommensteuer erhielt einen leicht progressiven Satz.

#### Gründung eines Volksrates(Volksraad)in Niederländisch-Ostindien (1916)
Der Volksraad war ein inoffizielles Beratungsgremium des Generalgouverneurs von Niederländisch-Ostindien.
Der Rat bestand aus 39 Mitgliedern, von denen 19 von den Gemeinderäten gewählt wurden. Die anderen Mitglieder wurden vom Generalgouverneur ernannt. Mindestens ein Viertel der Mitglieder mussten Einheimische sein. Die Beratung durch den Volksrat war obligatorisch in Bezug auf militärische Verpflichtungen, das Budget, die Verteilung der Haushaltsmittel, die Deckung eines etwaigen Fehlbetrags und die Aufnahme von Krediten.

#### Archivgesetz (Archiefwet, 1918)
Dieses Gesetz war das erste, das die staatlichen Archive regelte. Das Gesetz legte die Aufteilung auf verschiedene Archivbestände, den geregelten öffentlichen Zugang und die erforderliche fachkundige Verwaltung fest. Das Gesetz betraf hauptsächlich Aufzeichnungen der Jahre vor 1813.

#### Ausländerrecht
Es wurde ein Gesetz mit weiteren Regelungen zur Aufsicht über in den Niederlanden aufhältige Fremde eingeführt, mit dessen Aufsicht die Königlich Niederländische Gendarmerie (Koninklijke Marechaussee) beauftragt wurde. Das Gesetz führte ein System von Aufenthaltsgenehmigungen ein.

## Mitglieder des Kabinetts und Regierungsumbildungen

### Mitglieder des Kabinetts
Dem Kabinett gehörten folgende Personen an:
| Amt                                               | Amtsinhaber | Partei                                                    | Beginn der Amtszeit                                               | Ende der Amtszeit                                                   |
| ------------------------------------------------- | --- | --------------------------------------------------------- | ----------------------------------------------------------------- | ------------------------------------------------------------------- |
| Ministerpräsident                                 | Pieter Cort van der Linden                                                                                      | Liberaler Parteiloser                                     | 29. August 1913                                                   | 9. September 1918                                                   |
| Außenminister                                     | Pieter Cort van der Linden (kommissarisch) John Loudon                                                          | Liberaler Parteiloser                                     | 29. August 1913 27. September 1913                                | 27. September 1913 9. September 1918                                |
| Justizminister                                    | Bastiaan Ort | Liberaler Parteiloser                                     | 29. August 1913                                                   | 9. September 1918                                                   |
| Innenminister                                     | Pieter Cort van der Linden                                                                                      | Liberaler Parteiloser                                     | 29. August 1913                                                   | 9. September 1918                                                   |
| Finanzminister                                    | Anthonij Ewoud Jan Bertling Willem Treub Anton van Gijn Willem Treub                                            | Liberaler Parteiloser VDB Liberaler Parteiloser Liberaler | 29. August 1913 24. Oktober 1914 8. Februar 1916 22. Februar 1917 | 24. Oktober 1914 8. Februar 1916 22. Februar 1917 9. September 1918 |
| Kriegsminister                                    | Generalmajor Nicolaas Bosboom Konteradmiral Jean Jacques Rambonnet (kommissarisch) Bonifacius Cornelis de Jonge | Liberaler Parteiloser Liberaler CHU                       | 29. August 1913 15. Mai 1917 15. Juni 1917                        | 15. Mai 1917 15. Juni 1917 9. September 1918                        |
| Marineminister                                    | Konteradmiral Jean Jacques Rambonnet Bonifacius Cornelis de Jonge (kommissarisch)                               | Parteiloser Liberaler CHU                                 | 29. August 1913 28. Juni 1918                                     | 28. Juni 1918 9. September 1918                                     |
| Minister für Wasserwirtschaft                     | Cornelis Lely                                                                                                   | LU                                                        | 29. August 1913                                                   | 9. September 1918                                                   |
| Minister für Landwirtschaft, Industrie und Handel | Willem Treub Willem Treub (kommissarisch) Folkert Posthuma                                                      | VDB Liberaler Parteiloser                                 | 29. August 1913 24. Oktober 1914 19. November 1914                | 24. Oktober 1914 19. November 1914 9. September 1918                |
| Kolonialminister                                  | Thomas Bastiaan Pleyte                                                                                          | VDB                                                       | 29. August 1913                                                   | 9. September 1918                                                   |

### Regierungsumbildungen
Im Oktober 1914 trat Bertling als Finanzminister zurück, da er dem schweren Ministeramt nicht gewachsen war. Es wurde vermutet – wofür es keine Beweise gibt –, dass seine Ernennung im Jahr 1913 auf einem Irrtum beruhte. Der bisherige Minister für Landwirtschaft, Industrie und Handel Treub übernahm das Amt als Finanzminister und der bisherige  Direktor der Versicherungsgesellschaft Centraal Beheer Posthuma wurde Minister für Landwirtschaft, Industrie und Handel. Minister Treub trat im Februar 1916 erneut zurück, als eine Verbindung zwischen einer Rentensteuer und einem Altersgesetz von der Zweiten Kammer der Generalstaaten abgelehnt wurde. Auch private Umstände mögen bei seinem Abgang eine Rolle gespielt haben. Der Spitzenbeamte Van Gijn aus dem Finanzministerium wurde nun Minister. Nach einem Streit mit seinen Kollegen um die Finanzierung der Ernährungspolitik trat er seinerseits nach einem Jahr im Februar 1917 zurück. Anschließend kehrte Treub als Finanzminister in das Kabinett zurück.
Kriegsminister Bosboom verließ das Kabinett, nachdem die Zweite Kammer am 10. Mai 1917 einen Antrag angenommen hatte, und bedauerte seine Entscheidung, die Landsturm-Jahresklasse 1908 (geboren 1888) anstelle der Landsturm-Klasse 1918 (geboren 1898) einzuberufen. Nach einem Konflikt mit seinen Kollegen um einen Konvoi nach Niederländisch-Ostindien trat Marineminister Rambonnet im Juni 1918 zurück. Seine Kollegen waren bereit, bestimmten englischen Anforderungen in Bezug auf Passagiere und Waren nachzugeben, während Rambonnet dagegen war.